# Гримсбё, Кари Олвик
Кари Олвик Гримсбё (норв. Kari Aalvik Grimsbø; род. 4 января 1985 года в Бергене) — норвежская гандболистка, вратарь. Двукратная олимпийская чемпионка, двукратная чемпионка мира и пятикратная чемпионка Европы.
Замужем, в июне 2013 года родила сына Синдре.

## Карьера

### Клубная
Занималась гандболом с пяти лет в составе клуба . После выступления за клуб «Оркдал» перебралась в «Бьесен». С ним вышла в финал Кубка обладателей кубков ЕГФ, но проиграла там румынскому клубу «Рамницу» из Валчи. С лета 2010 года выступает за датский «Эсбьерг», в ноябре 2012 года в связи с ожиданием рождения ребёнка ушла в декретный отпуск. Вернулась в гандбол в сезоне 2013/2014, в январе 2015 года перешла в венгерский «Дьёр ЭТО». Трижды подряд (2016, 2017 и 2018) признавалась лучшим вратарём Лиги чемпионов ЕГФ.
30 апреля 2020 года объявила о завершении игровой карьеры. После завершения карьеры работает тренером вратарей в норвежском клубе «Бьосен».

### В сборной
Сыграла более 170 игр за сборную, дебютировав 28 сентября 2005 года против сборной Португалии. Чемпионка Европы 2006, 2008, 2010, 2014 и 2016 годов, вице-чемпионка мира 2007 и 2017 года, бронзовый призёр чемпионата мира 2009 года, чемпионка мира 2011 и 2015 годов, олимпийская чемпионка 2008 и 2012 годов. В 2012 году вошла в символическую сборную на Олимпийских играх. На Олимпийских играх 2016 года, где Норвегия стала третьей, вновь была признана лучшим вратарём.